# Plano de estabelecimento

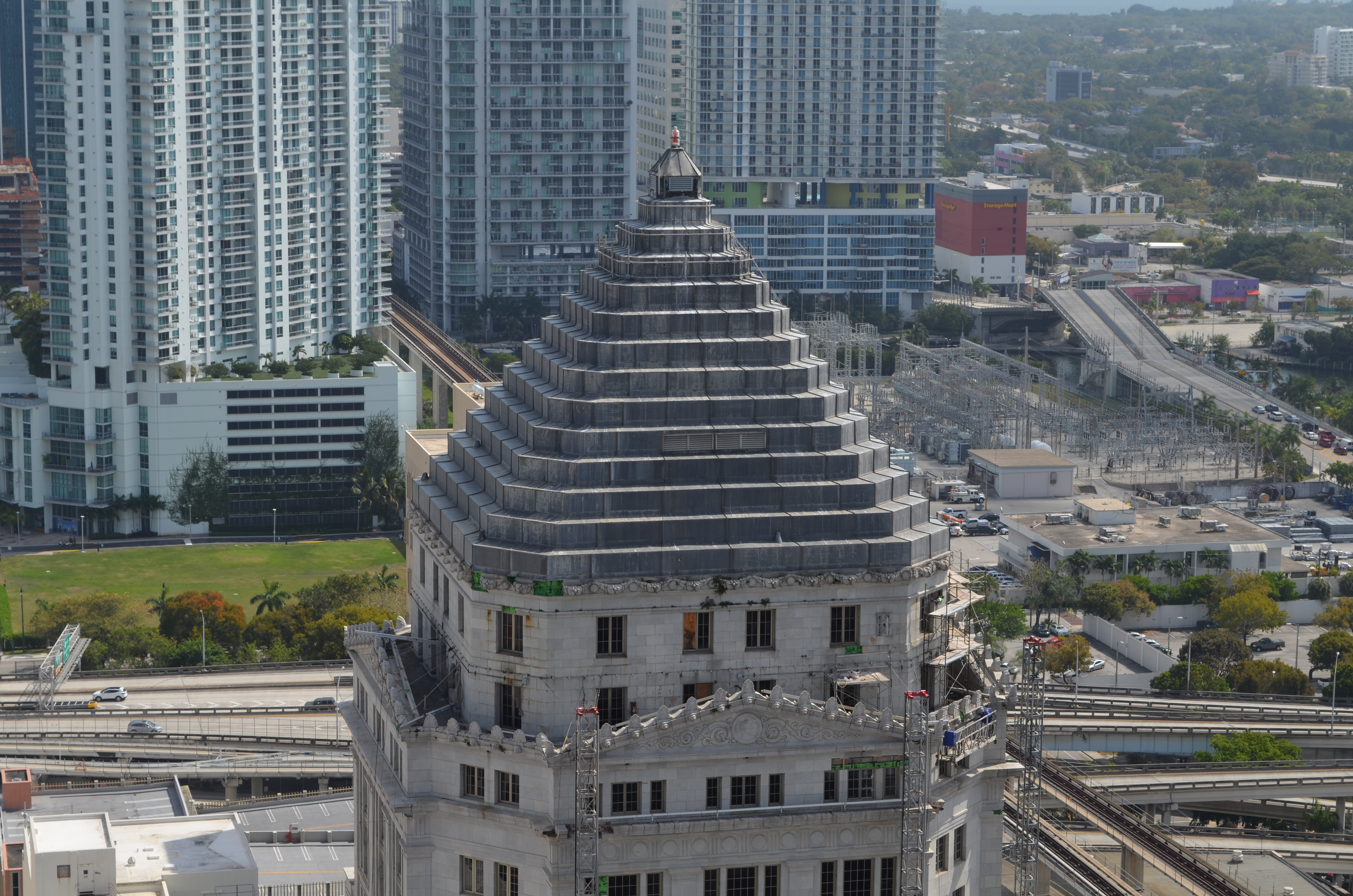
Topo de um edifício é locação comum para este enquadramento.

Plano de estabelecimento (em inglês: establishing shot) é um termo não-dicionarizado em português usado no meio cinematográfico e produções televisivas para designar um tipo de enquadramento onde a câmera está distante do objeto ocorrente, de modo que o campo de visão estabelece a visualização de todo o cenário. Em geral, é uma espécie de long shot comumente utilizada no inicio de uma cena, indicando, muita das vezes, o local onde o restante da cena ocorre.
As sequências de estabelecimento foram bastante comuns durante a era clássica do cinema, porém atualmente não são tão utilizadas. Cineastas de hoje em dia tendem a pular este enquadramento, a fim de mover-se rapidamente para o foco da cena. Além disso, a natureza expositiva do ângulo — como supracitado – pode ser inadequada para cenas em mistérios, onde os detalhes não são revelados ou são intencionalmente omitidos.

## Uso do plano de estabelecimento
LocaçãoÂngulos de estabelecimentos podem usar pontos turísticos famosos para indicar a cidade onde a ação está ocorrendo ou vai se iniciar, como o Cristo Redentor para indicar que a cena a seguir está sendo ambientada na cidade do Rio de Janeiro; ou a Estátua da Liberdade para identificar Nova Iorque; Portão de Brandemburgo para se referir a Berlim; ou a Torre Eiffel para remeter a Paris.
Guia de cena e tempoMuitas das vezes, o publico é guiado para uma melhor compreensão por intermédio deste método. Por exemplo, um ângulo exterior de um edifício durante a noite seguido por um enquadramento de duas pessoas falando implica que a conversa está sendo desenvolvida em um lugar durante a noite dentro daquele prédio — podendo, até mesmo, a conversa ter sido filmada em estúdio longe da locação aparente, devido limitações de tempo ou para dar um abatimento no orçamento.
Outro método para indicação de tempo é a utilização desta técnica em consonância da técnica de time-lapse. Onde a câmera sobrepõe, muitas das vezes, uma cidade, em uma cena acelerada filmando todo o movimento que aconteceu até estar em um ponto satisfatório e conveniente para iniciar uma cena solo no local onde ocorreu as filmagens.